# Heilige Geestkerk (Tallinn)
De Heilige Geestkerk (Estisch: Püha Vaimu kirik of Pühavaimu kirik, Duits: Heiliggeistkirche) is een voormalige Rooms-katholieke, thans lutherse kerk in de Estische hoofdstad Tallinn. Ze ligt aan de Pühavaimu tänav (‘Heilige Geeststraat’) in All-linn, het laaggelegen deel van Vanalinn, het oude centrum van de stad.

## Geschiedenis
De bouw van de Heilige Geestkerk begon rond 1300 als uitbreiding van de kapel die eerder op deze plaats stond en hoorde bij het armenhuis en het pesthuis van de stad. In 1380 was de bouw gereed. De Heilige Geestkerk is een tweebeukige hallenkerk, gedragen door tien gewelfribben. Ze is de kleinste van de middeleeuwse kerken in Tallinn.
De huidige minaretachtige toren van de kerk, aan de westzijde, is veel jonger. Hij dateert uit 17e eeuw, de tijd van de barok, maar moest in 2002 na een brand voor een groot deel worden gereconstrueerd. Zijn voorganger, uit de tijd van de renaissance, was ook al uitgebrand na een blikseminslag. De toren is 53,20 m hoog en telt acht verdiepingen. Naast twee kerkklokken uit de 17e eeuw heeft de toren ook de oudste kerkklok van Tallinn. Ze is gegoten in 1433. In de klok is een Nederduitse tekst gegraveerd: ‘ik sla rechte / der maghet als deme knechte / der vrouwen als dem heren / des en kan mi nemant vor keren’ (‘Ik sla net zo goed / voor de meid als voor de knecht / voor de dame als voor de heer / dat kan niemand mij verbieden’). Daaronder staat de naam van de klokkengieter: Merten Seifert. De klok is bij de brand van 2002 zwaar beschadigd geraakt.

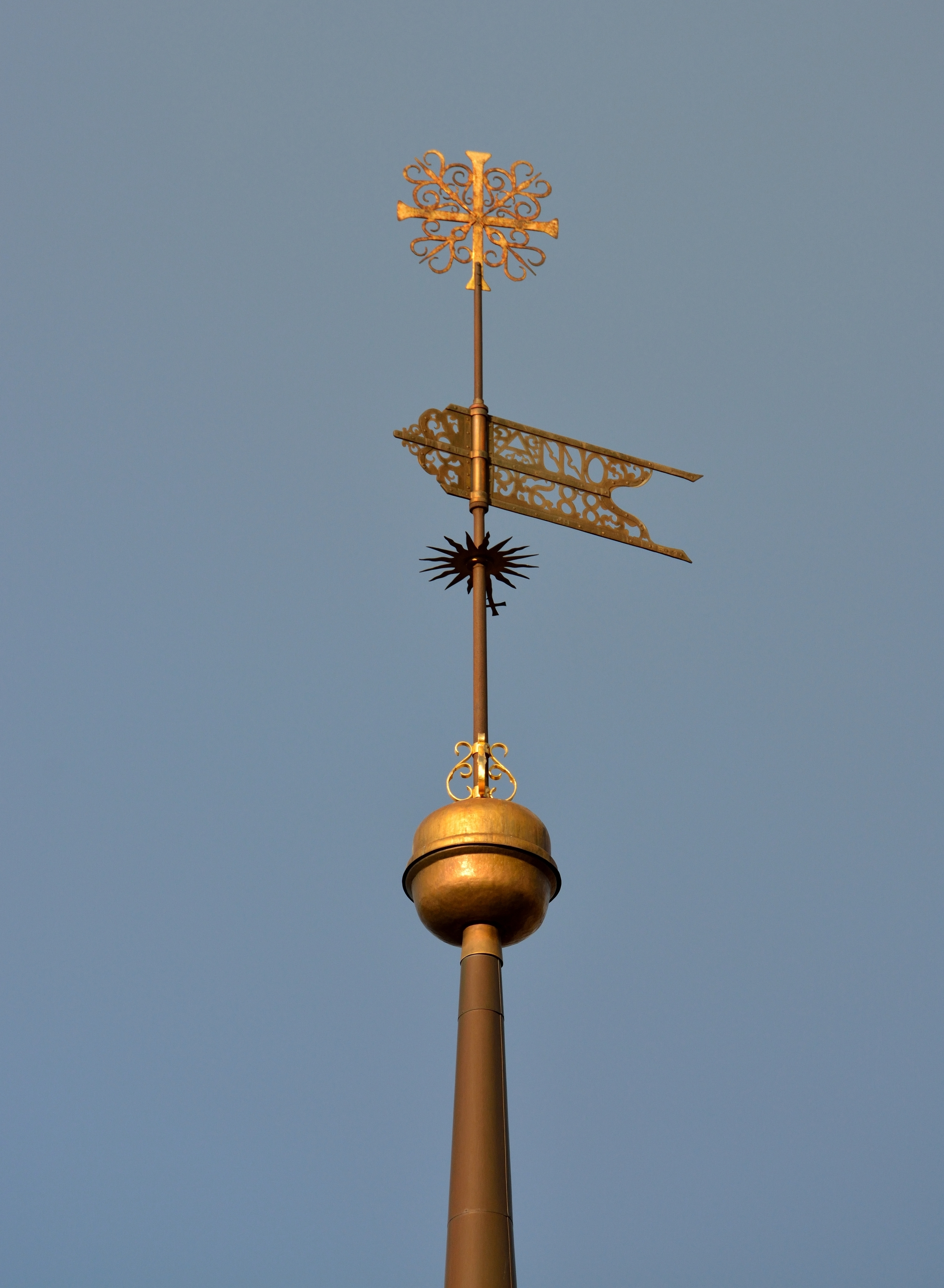
Windwijzer op de toren

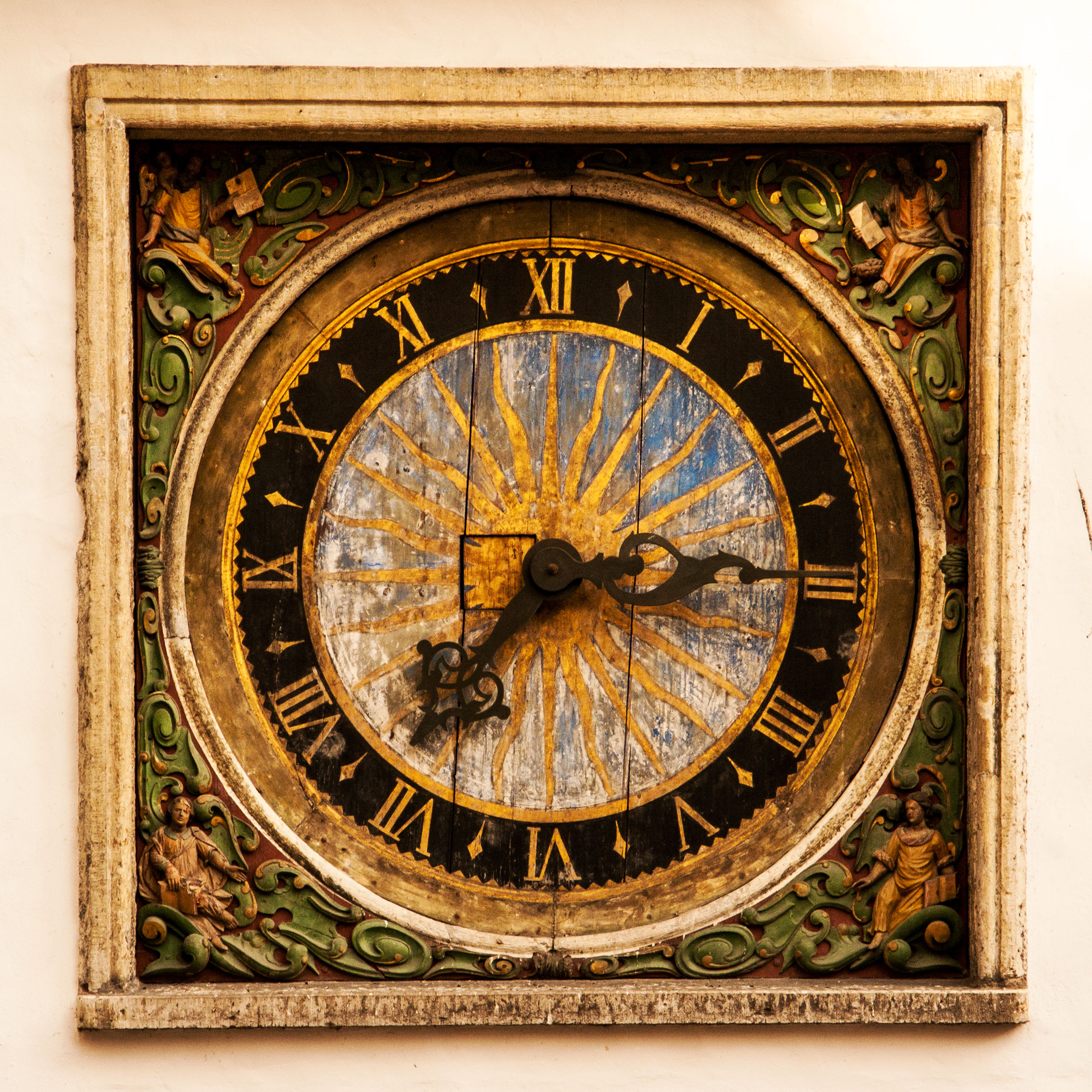
De klok in de muur van de kerk

In de muur aan de noordkant van de kerk is de oudste klok van Tallinn ingemetseld. Ze werd in 1684 door de houtsnijder Christian Ackermann vervaardigd. De beschildering laat zonnestralen en de vier evangelisten zien.
De Heilige Geestkerk was de kerk waar de gemeenteraad vaak de Heilige Mis bijwoonde alvorens in vergadering te gaan in het nabijgelegen Stadhuis van Tallinn. In 1524 vond in Tallinn een beeldenstorm plaats en werd de kerk geplunderd. De gemeenteraad wist echter spoedig de orde te herstellen en zorgde ervoor dat de geroofde kunstschatten terugkwamen. In 1525 ging Tallinn officieel over tot het lutheranisme en werd de kerk luthers.
Vanaf 1531 werden in de kerk preken in het Estisch gehouden. Voor die tijd werd alleen in het Duits gepreekt. De Estischtalige parochie kon rechten doen gelden op een deel van de begraafplaats in Kalamaja en vanaf 1903 in Rahumäe.
Een bekende predikant van de kerk was Johann Koell (±1500-1540), die de catechismus in het Estisch vertaalde. Het boek verscheen in 1535 in Wittenberg in één band met een Nederduitse vertaling van de hand van Simon Wanradt (±1500-1567). Het is de oudste gedrukte Estische tekst die bewaard gebleven is.
Ook Balthasar Rüssow was in de Heilige Geestkerk werkzaam als dominee. Hij publiceerde in 1578 het boek Chronica der Provinz Lyfflandt, een geschiedenis van Lijfland in het Nederduits. Rüssow is de hoofdpersoon in de vierdelige romancyclus Kolme katku vahel (‘Tussen drie pestepidemieën’, 1970–1980) van Jaan Kross.

## Interieur
Tot de kunstwerken van de kerk behoren een laatgotische crucifix, een kansel uit 1597 en het gotische vleugelaltaar van Bernt Notke, dat het jaartal 1483 en het stadswapen van Tallinn draagt. Het werd in opdracht van de Tallinnse gemeenteraad in Lübeck vervaardigd. Het thema is het Pinksterwonder, de uitstorting van de Heilige Geest over de apostelen. Het 17e-eeuwse houtsnijwerk in de kerk is van de hand van Elert Thiele (?-1674).
Naast het altaar bevindt zich een plaquette ter nagedachtenis aan de Britse matrozen die het leven lieten bij hun strijd aan de zijde van de Esten in de Estische Onafhankelijkheidsoorlog.
De glas-in-loodramen zijn pas in de jaren 1987-1996 gemaakt door de Estische glazenier Dolores Hoffmann.
De kerk had al een orgel sinds 1511. Het huidige orgel is gebouwd in 1929 door August Terkmann (1885-1940). In de jaren 1985-1990 is het gerestaureerd door Hardo Kriisa. Het instrument heeft 66 registers, vier manualen en een pedaal. Met het vierde manuaal wordt het orgel achter het altaar bespeeld, dat 50 meter van het hoofdorgel verwijderd is. Het hoofdorgel wordt pneumatisch bediend, het ‘altaarorgel’ elektrisch. Het orgel wordt, behalve in de kerkdiensten, ook gebruikt voor concerten.

## Foto’s

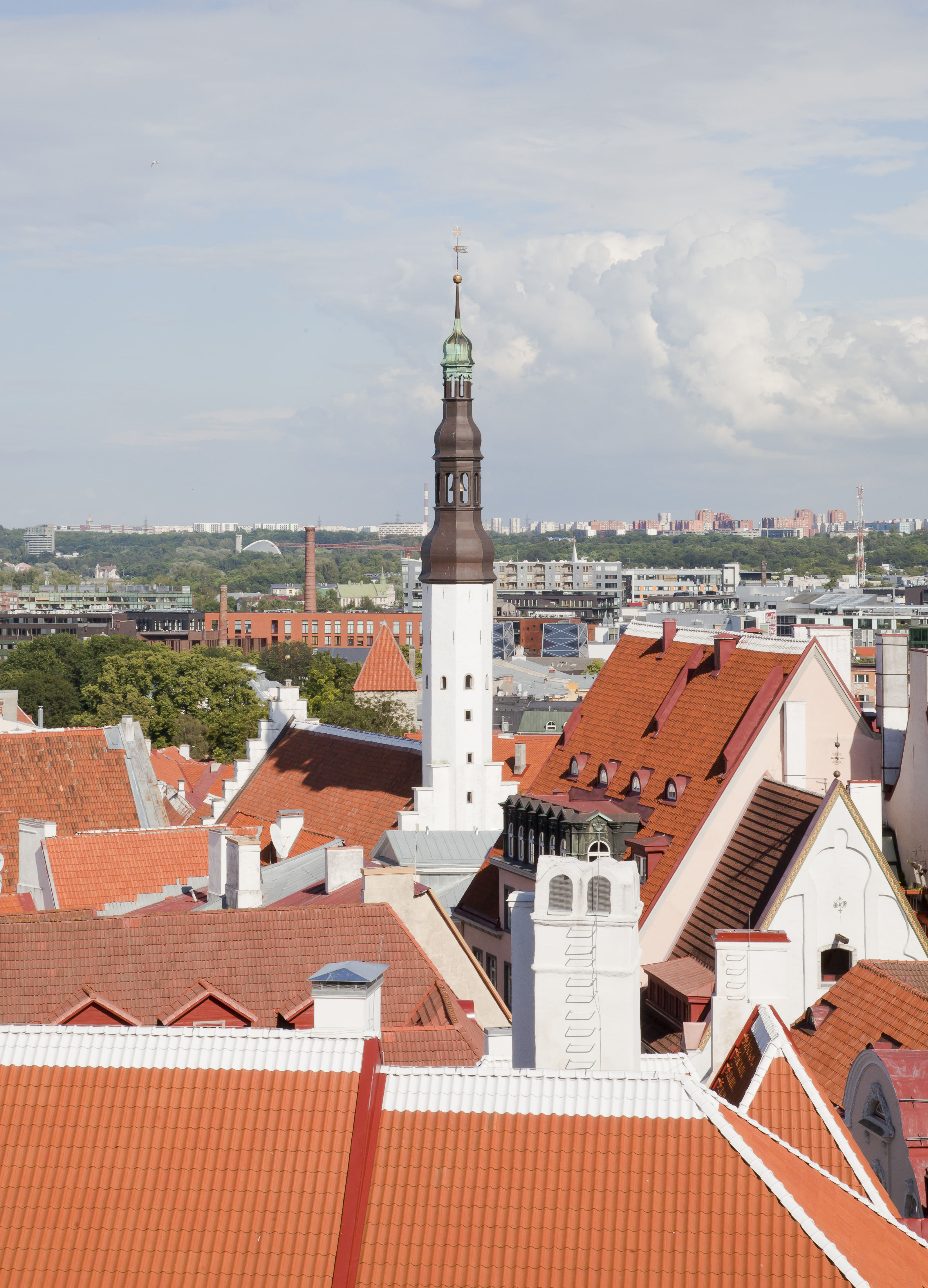
Uitzicht op de kerk vanaf Toompea
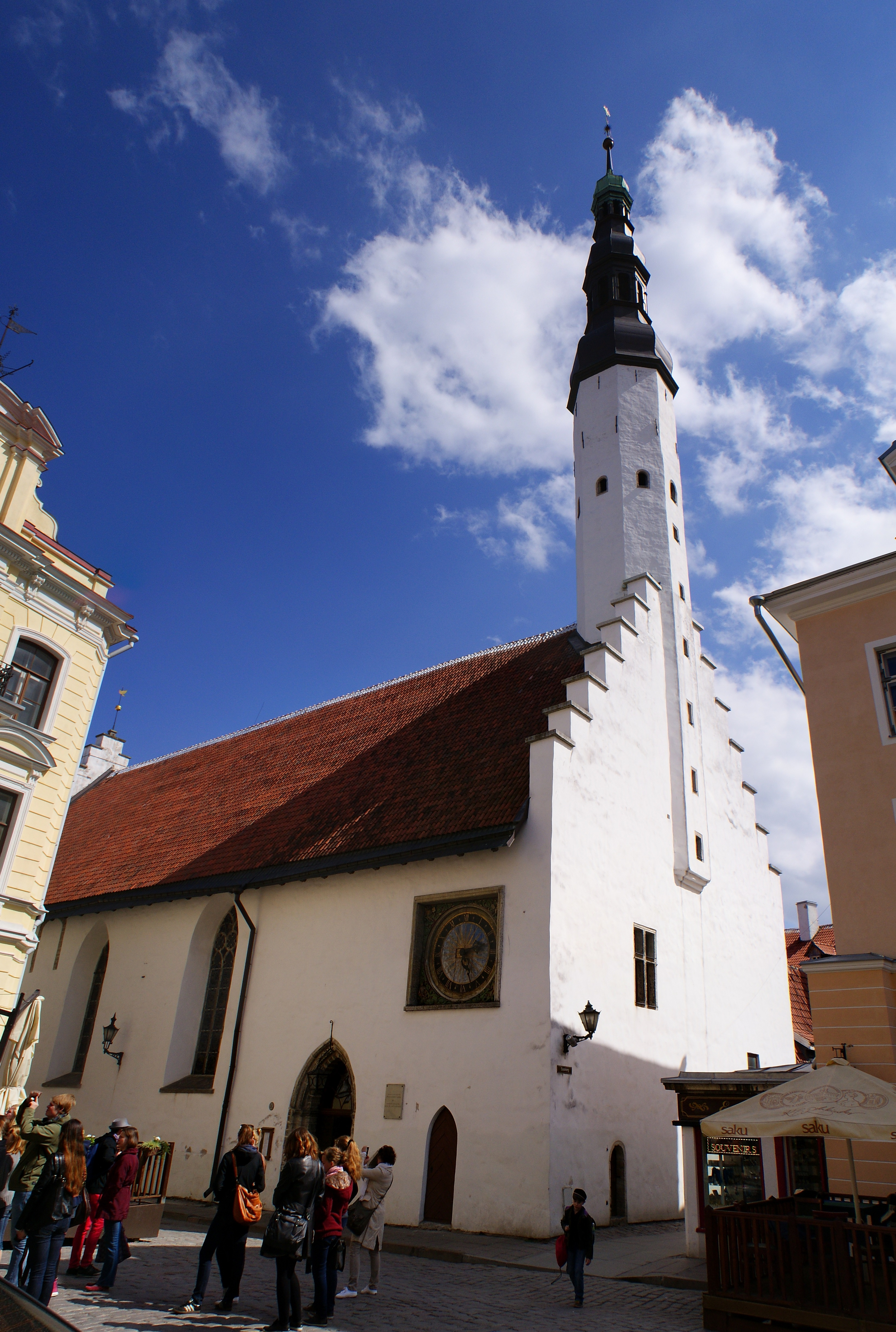
De noordkant van de kerk, met de klok en de toren
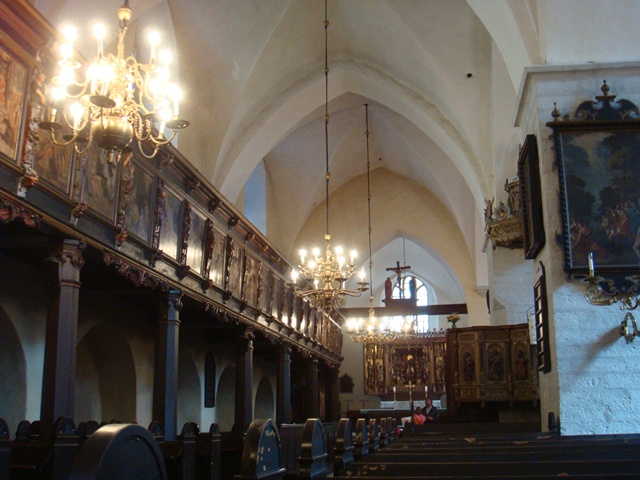
Interieur van de kerk
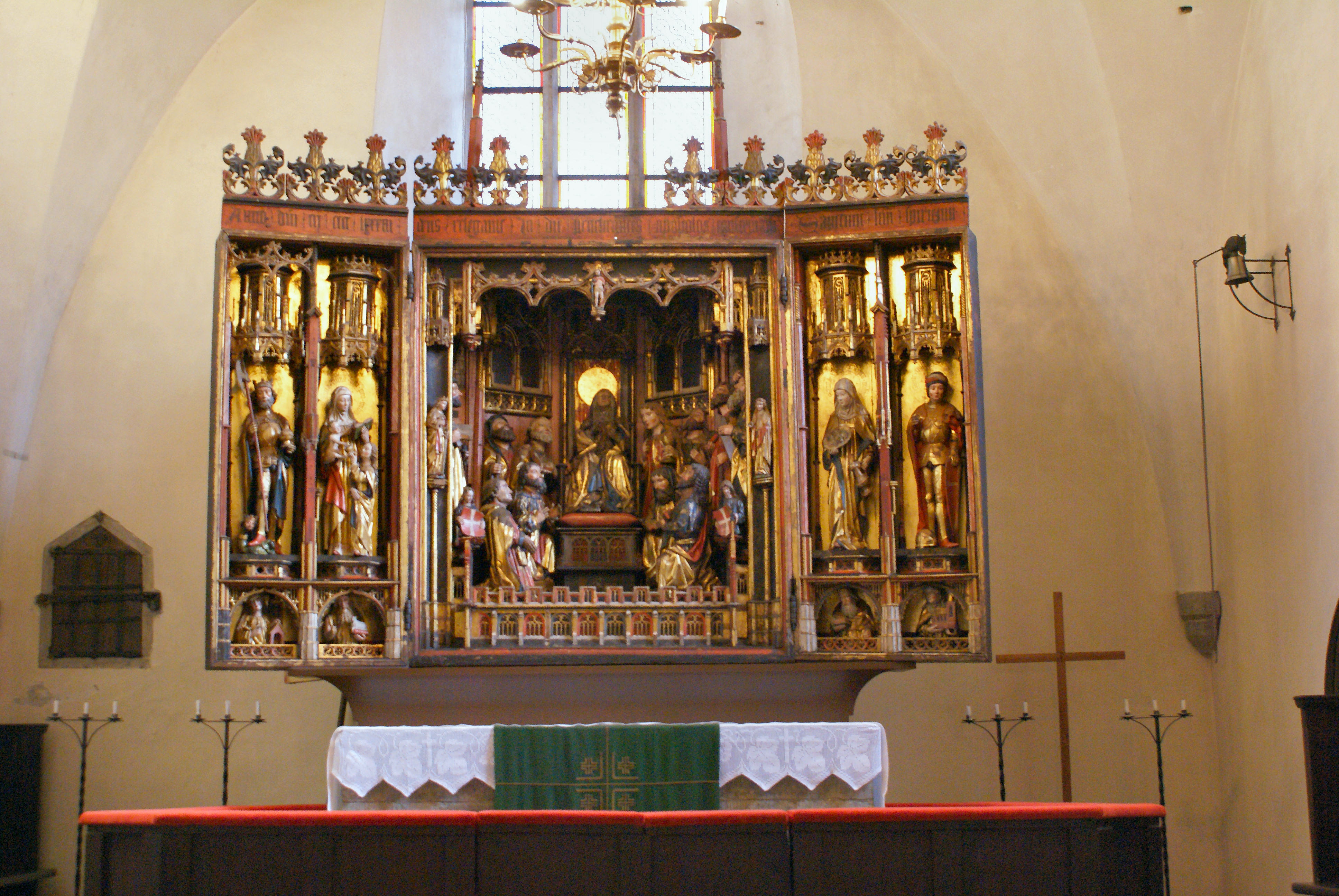
Altaar van de Heilige Geestkerk
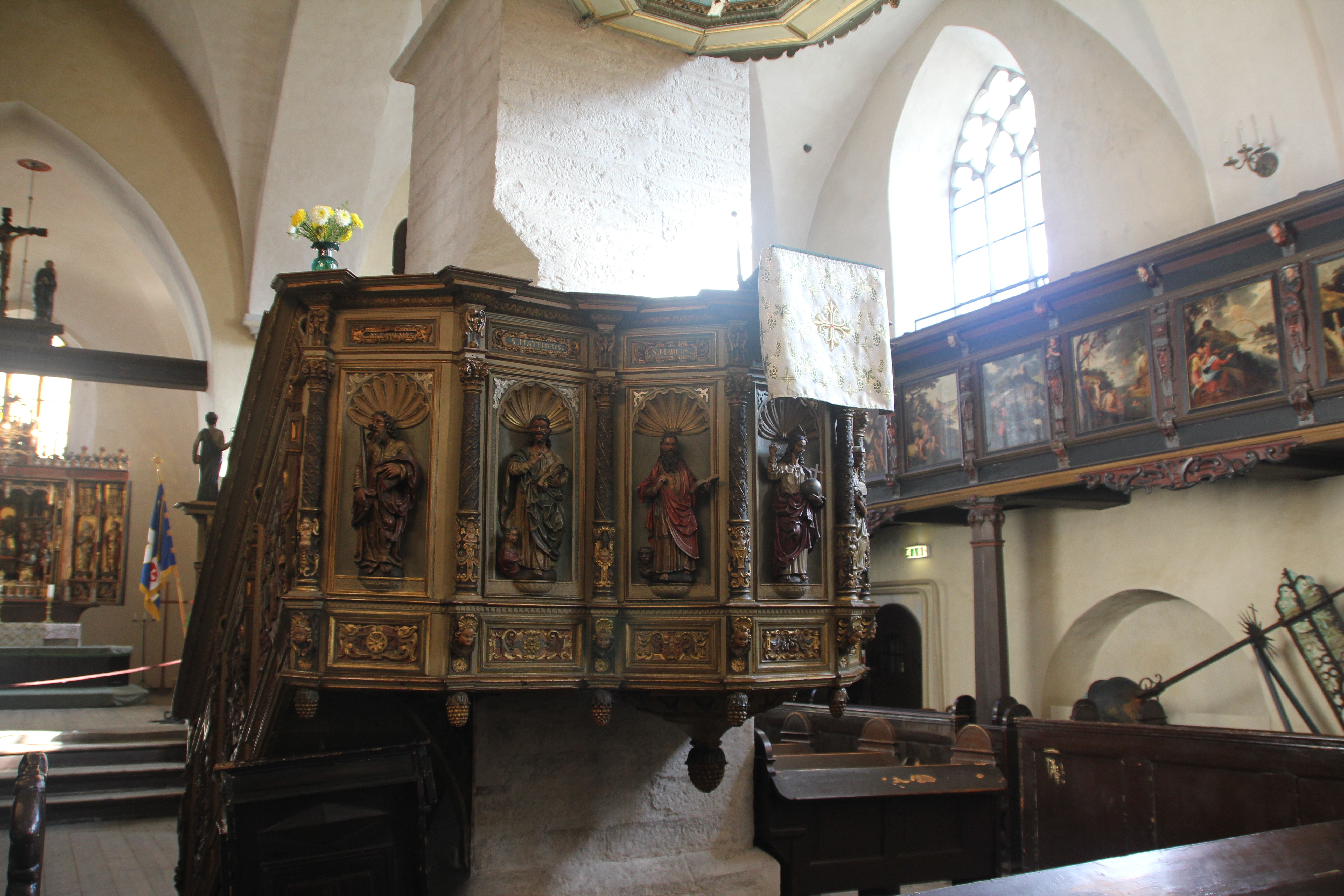
De kansel
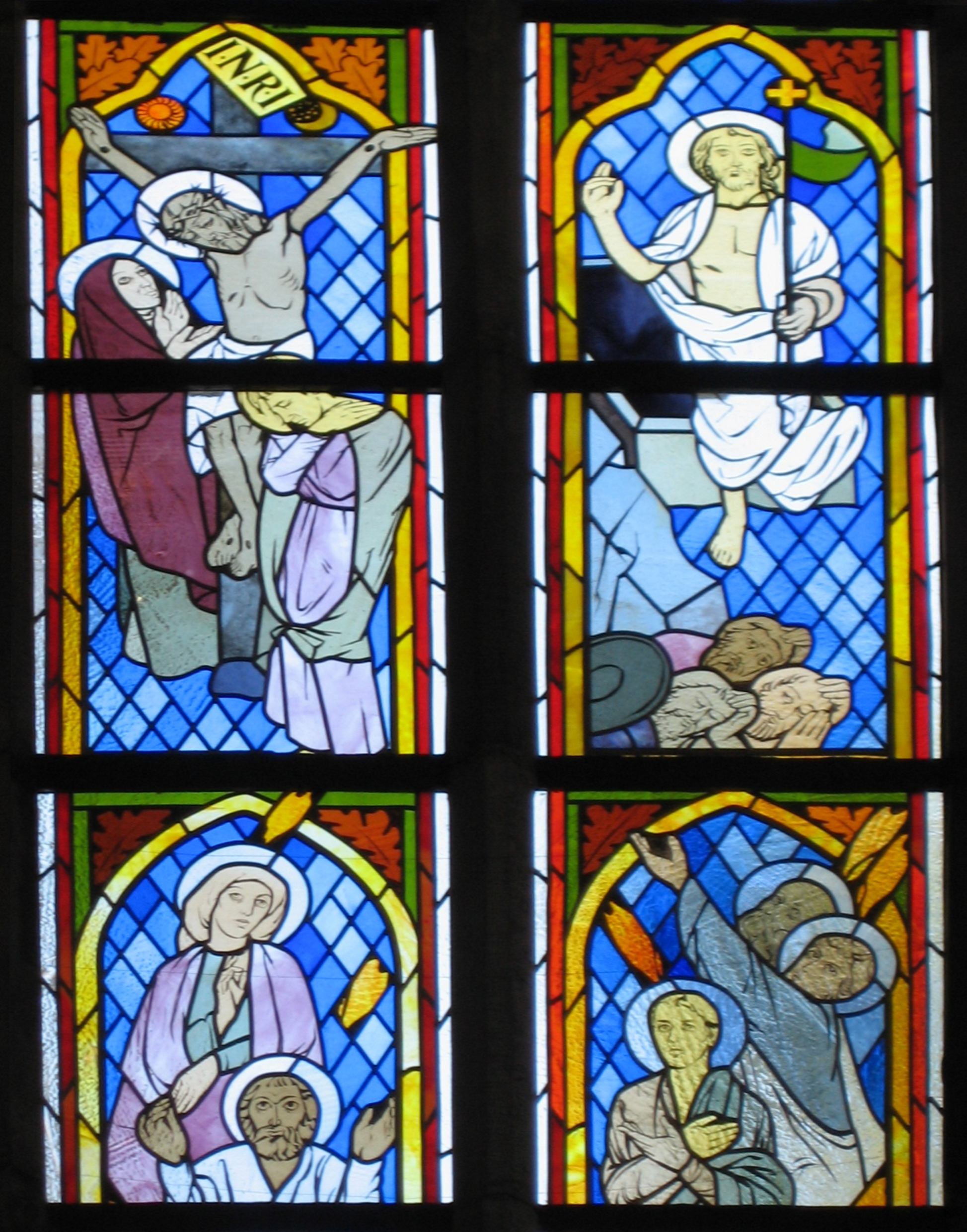
Glas-in-loodraam